# Бедешан
Бедеша́н (фр. Bédéchan) — коммуна во Франции, находится в регионе Юг — Пиренеи. Департамент — Жер. Входит в состав кантона Сарамон. Округ коммуны — Ош.
Код INSEE коммуны — 32040.

## География

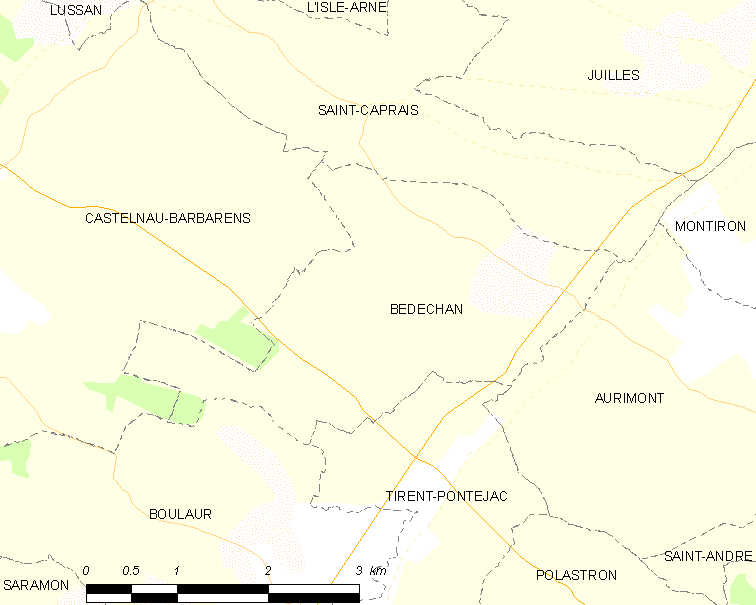
Карта коммуны

Коммуна расположена приблизительно в 600 км к югу от Парижа, в 55 км западнее Тулузы, в 20 км к юго-востоку от Оша.
На востоке коммуны протекает река Жимон.

## Климат
Климат умеренно-океанический. Лето жаркое и немного дождливое, температура часто превышает 35 °С. Зимой часто бывает отрицательная температура и ночные заморозки. Годовое количество осадков — 700—900 мм.

## Население
Население коммуны на 2010 год составляло 134 человека.
| 1962 | 1968 | 1975 | 1982 | 1990 | 1999 | 2010 |
| ---- | ---- | ---- | ---- | ---- | ---- | ---- |
| 142  | 118  | 107  | 102  | 107  | 104  | 134  |

## Администрация
| Период | Период | Фамилия          | Партия | Примечания |
| ------ | ------ | ---------------- | ------ | ---------- |
| 2001   | 2014   | Роже Эскюде      |        |            |
| 2014   | 2020   | Франсуаза Дастюг |        |            |

## Экономика
В 2010 году среди 88 человек трудоспособного возраста (15-64 лет) 69 были экономически активными, 19 — неактивными (показатель активности — 78,4 %, в 1999 году было 70,1 %). Из 69 активных жителей работали 63 человека (38 мужчин и 25 женщин), безработных было 6 (2 мужчин и 4 женщины). Среди 19 неактивных 7 человек были учениками или студентами, 9 — пенсионерами, 3 были неактивными по другим причинам.